# 登竜橋 (荒川)
登竜橋（とうりゅうばし）は、埼玉県秩父市大滝の荒川に架かる大輪三峰線歩道（三峰山表参道）の人道橋（歩道橋）である。旧字体で登龍橋とも称する。また、大輪登竜橋とも呼ばれる。

## 概要
荒川河口から143.5 kmの位置に架かる。三峰山の登山道の入口に位置しており、江戸時代以前より続く三峯神社への参拝のための三峰山表参道の一部でもある。また、かつて運営されていた三峰ロープウェイ（2007年12月1日廃止）の大輪駅への交通手段となっていた橋でもあった。
現在の橋は1955年（昭和30年）完成の三代目の橋で、橋長40.0メートル、幅員2.5メートル、支間長39.6メートルの1径間の上路式の鋼アーチ橋の永久橋である。アーチライズ比（アーチリブの高さと長さの比）が小さく、一見すると桁橋のようにも見える。橋面は凸状に弓なりに反った縦断曲線を描いている。橋の床板はコンクリート製で石畳風の舗装である。高欄は鋼製で擬宝珠を有する宝珠柱が設置されている。朱塗りが橋全体に施されている。取り付け道路は斜面に沿ってクランク状の線形を有し、敷石舗装が施されている。橋の管理者は秩父市である。橋は運用上は歩行者専用の橋で、車止めは設置されていないが、秩父市により一般車両の通行が禁止されている。橋を通る公共交通機関は設定されていないが、橋詰付近を通る国道140号に西武観光バスの「大輪」停留所がある。

## 歴史

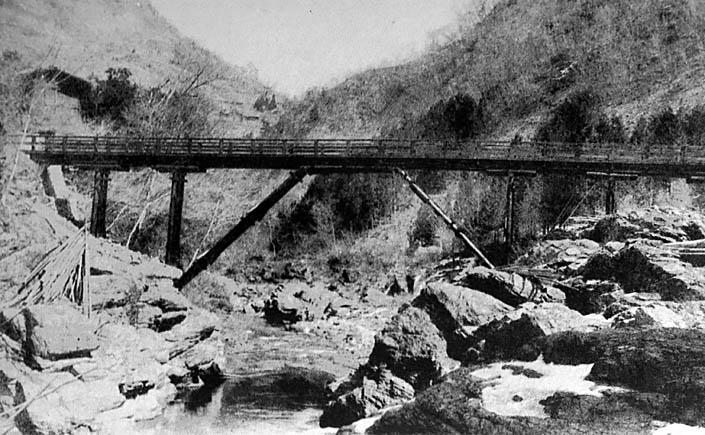
明治末期の初代登竜橋。

1914年架設の旧登竜橋。

### 明治時代の橋
初代の橋はいつから架けられていたかは定かではないが、明治時代までに現在の橋よりやや下流側の岩の上の低い位置に橋脚を立て、高欄付きの木製の桁橋が初代の登竜橋として架けられていた。国土地理院の明治43年測図、大正2年4月30日発行の地形図 『1/50000 三峰』にも、現在の橋の架設地点のやや下流側に橋の地図記号が記されている事が分かる。この初代の橋は周辺は渓が深いため、その箇所は橋脚が立てられないことから見かけの支間長を小さくするため、両岸から河道の方向に斜めに方杖を2本立てた橋脚を用いて橋桁を支えていた木造方杖橋であった。この橋は老朽化により1914年架け替えられた。橋の遺構や痕跡は残されていない。

### 1914年の橋
初代の橋の川上側の位置に1914年（大正3年）開通し、初代の橋より付け替えられた二代目の旧登竜橋は初代の橋よりも高い位置に架設され、斜材を逆ハの字に組んだプラットトラス構造を持つ1径間の木造上路トラスドアーチ橋で、橋の設計者は増田淳である。橋長は40.006メートルあり、支間長は38.4メートル、幅員は総幅員は3.9メートルで有効幅員は3.0メートルである。橋面は橋の両端と中央部で0.9メートルの高低差があるため、太鼓橋のように弓なりに反った構造で、アーチリブの全体の高さは支承より5.8メートルである。高欄は檜材製で銅製の擬宝珠が取り付けられた宝珠柱が14箇所設置されていた。アーチライズ比（アーチリブの高さと長さの比）が小さく一見すると桁橋のようにも見える。構造上橋の両端は勾配が付くため階段状に凹凸が設けられていた。

### 1955年の橋

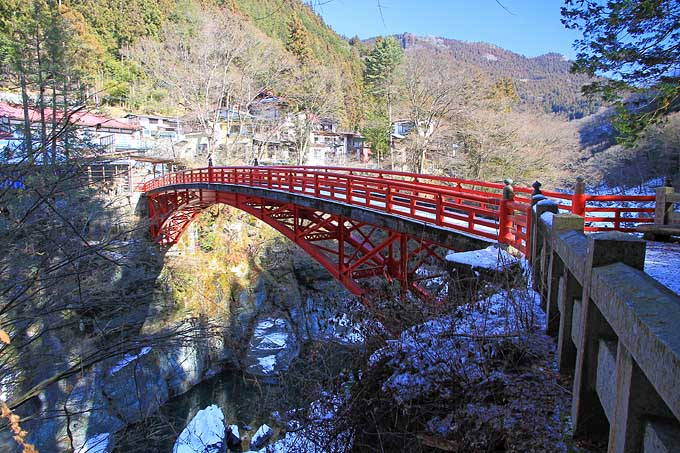
現行の登竜橋。

先代の橋が架橋から約40年が経過し老朽化したため、ほぼ同様の位置に旧橋のデザインを踏襲した鋼製で、ほぼ同様な構造の鋼上路2ヒンジトラスドアーチ橋として架け替えられ、1955年（昭和30年）開通した。これが現在の登竜橋である。橋の施工は松尾橋梁（現、IHIインフラシステム）が行なった。また、橋面（床版）は木製からコンクリート製に変わり、高欄の宝珠柱は架け替え前の14箇所から10箇所に省略された。橋面は旧橋にあった階段状の凹凸は特に設けられていない。竣工当時は秩父郡大滝村に架かる大滝村管理の橋であったが、2005年（平成17年）4月1日の合併（平成の大合併）により、大滝村は秩父市に合併され、秩父市管理の橋となった。
登竜橋は架設から50年以上が経過し、近年橋の床板の背面にコンクリートの剥落により内部の鉄筋の腐食や露出が見られるため、秩父市による補修が望まれていた。2017年（平成29年）には橋の劣化した塗装の塗替工事が実施されている。

## 周辺

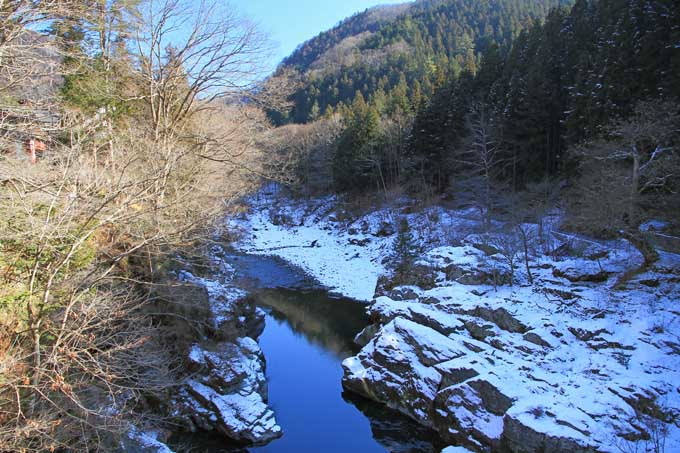
登竜橋より下流方向を望む。

周囲は三峰山（妙法が岳）のふもとで秩父多摩甲斐国立公園の公園区域である普通地域の区域に指定されている他、橋から三峯神社へと続く三峰山表参道は特別地域の区域でもある。橋付近は約2億年前の秩父帯の地層を有した山間部の深いV字谷となっていて、斜面にへばり付くように点在する大輪地区の集落が点在する他は山林である。
橋の取り付け道路の入口には土産物屋などの他、三峯神社の鳥居（一の鳥居）や狛犬を模した狼の像が鎮座し、対岸の表参道には江戸時代以前より設立された多数の石碑などが並び、杉並木が続いている。付近にある洞窟には、縄文遺跡も存在している。
橋付近の三峰登竜渓は彩の国クールスポット100選に選ばれている。また、奥秩父の紅葉の名所で紅葉シーズンには登竜橋のライトアップが実施される。
- 神庭洞窟遺跡
- 大輪・神岡歩道
- 大砥沢 - 荒川の支流
  - 龍門の滝
  - 清浄の滝
- 車沢
- バチ岩沢
- 竃三柱神社
- 秩父甲州往還 - 距離の短い峠越えの本線から分岐し、距離の長い荒川沿いの道が付近を通っていた[22]。

## 風景

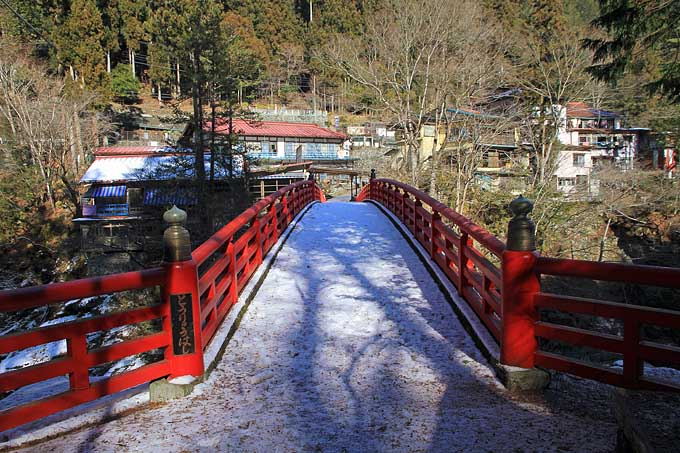
右岸側橋詰より望む。橋銘板に「とうりゅうはし」と記されている。
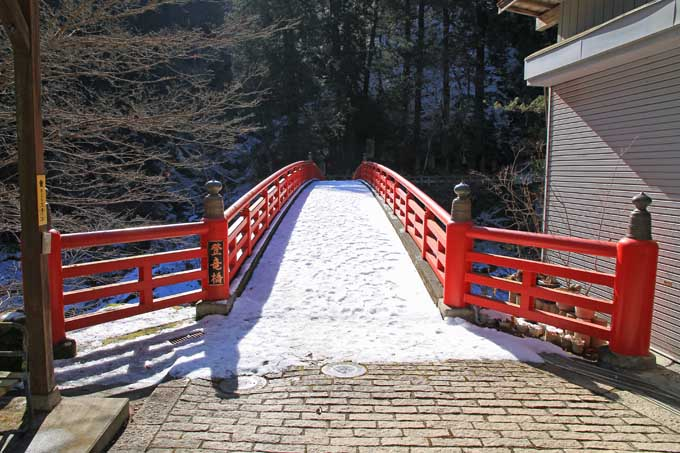
左岸側橋詰より望む。
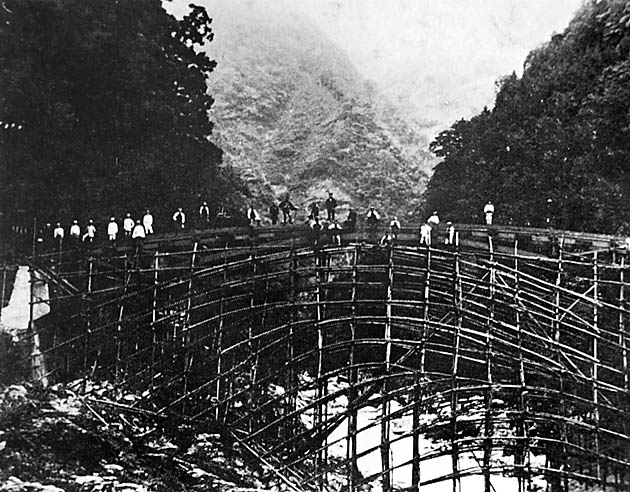
施工中の旧登竜橋（大正初期）。
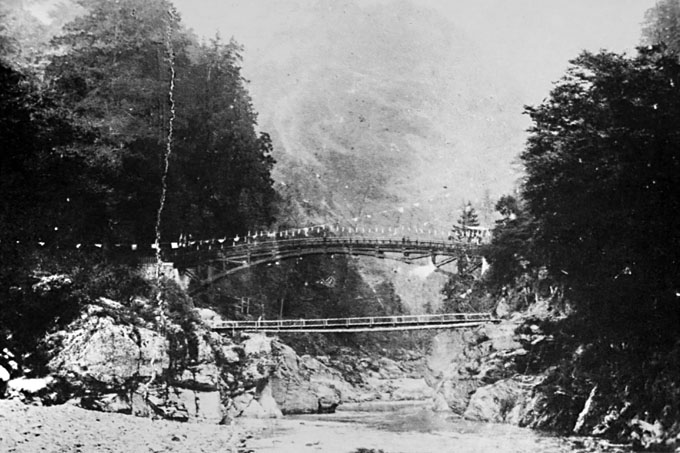
完成祝賀会当日の旧登竜橋。
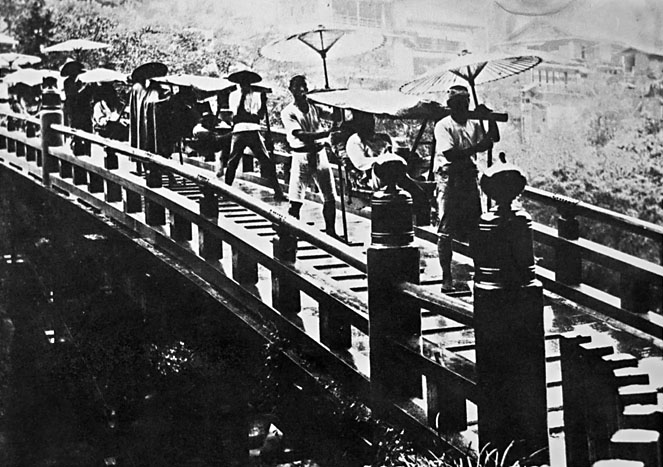
旧登竜橋を渡る山駕籠（大正中期）。
右岸上流側より望む旧登竜橋
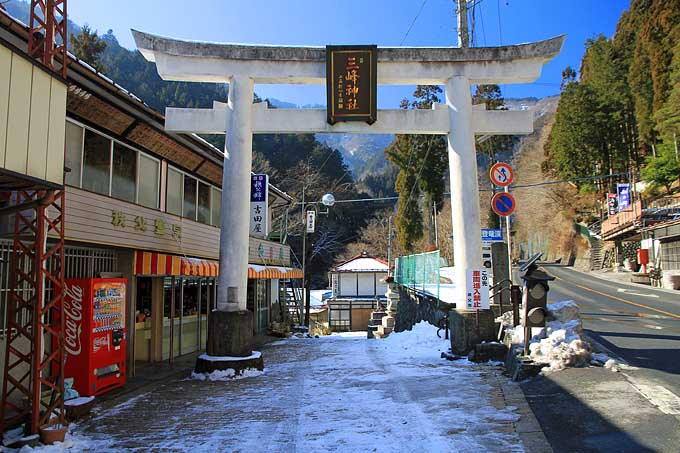
登竜橋入口の取り付け道路にある三峯神社の鳥居。
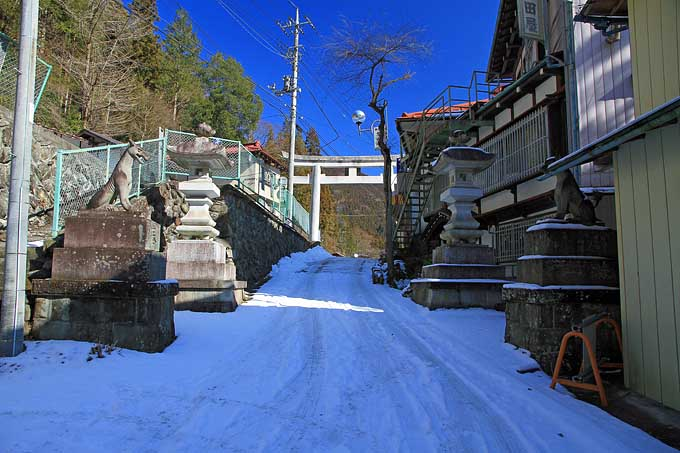
登竜橋の取り付け道路。国道方向を望む。
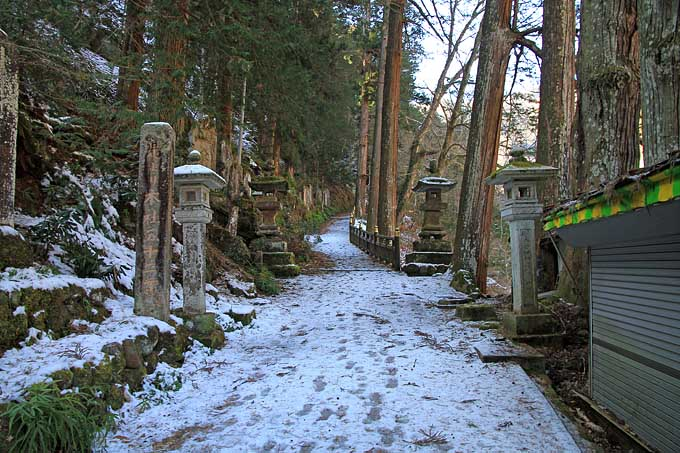
三峰山登山道。橋袂より三峯神社方向を望む。

## 隣の橋
- 荒川

（上流） - 大中橋 - 神岡橋 - 登竜橋 - 上石橋 - 大血川橋 - （下流）